# Värö församling
Värö församling var en församling i Varbergs kontrakt i Göteborgs stift. Församlingen ingick i Värö pastorat och låg i Varbergs kommun i Hallands län. Församlingen uppgick 2014 i Värö-Stråvalla församling.

## Administrativ historik
Församlingen har medeltida ursprung. Församlingen var till 2014 moderförsamling i pastoratet Värö och Stråvalla. Församlingen uppgick 2014 i Värö-Stråvalla församling.

## Kyrkor
- Värö kyrka
- Bua kyrka